# Nowthen
Nowthen é uma cidade localizada no estado norte-americano do Minnesota, no condado de Anoka.
Sua população, segundo o censo de 2010, era de 4 444 habitantes.